# Kostel svaté Rity (Paříž)
Kostel svaté Rity (Église Sainte-Rita) je katolický farní kostel v 15. obvodu v Paříži v ulici Rue François-Bonvin, zasvěcený italské světici Ritě z Cassia, která žila v 15. století. Kostel užívala galikánská církev, od podzimu roku 2015 byl využíván katolickou komunitou.

## Charakteristika
Bohoslužby se konají formou tridentské mše.
Jedná se o jednolodní novogotickou stavbu. Křížová cesta a mříž z tepaného železa chránící ostatky svaté Rity pocházejí z kaple z kláštera v Sens.

## Historie

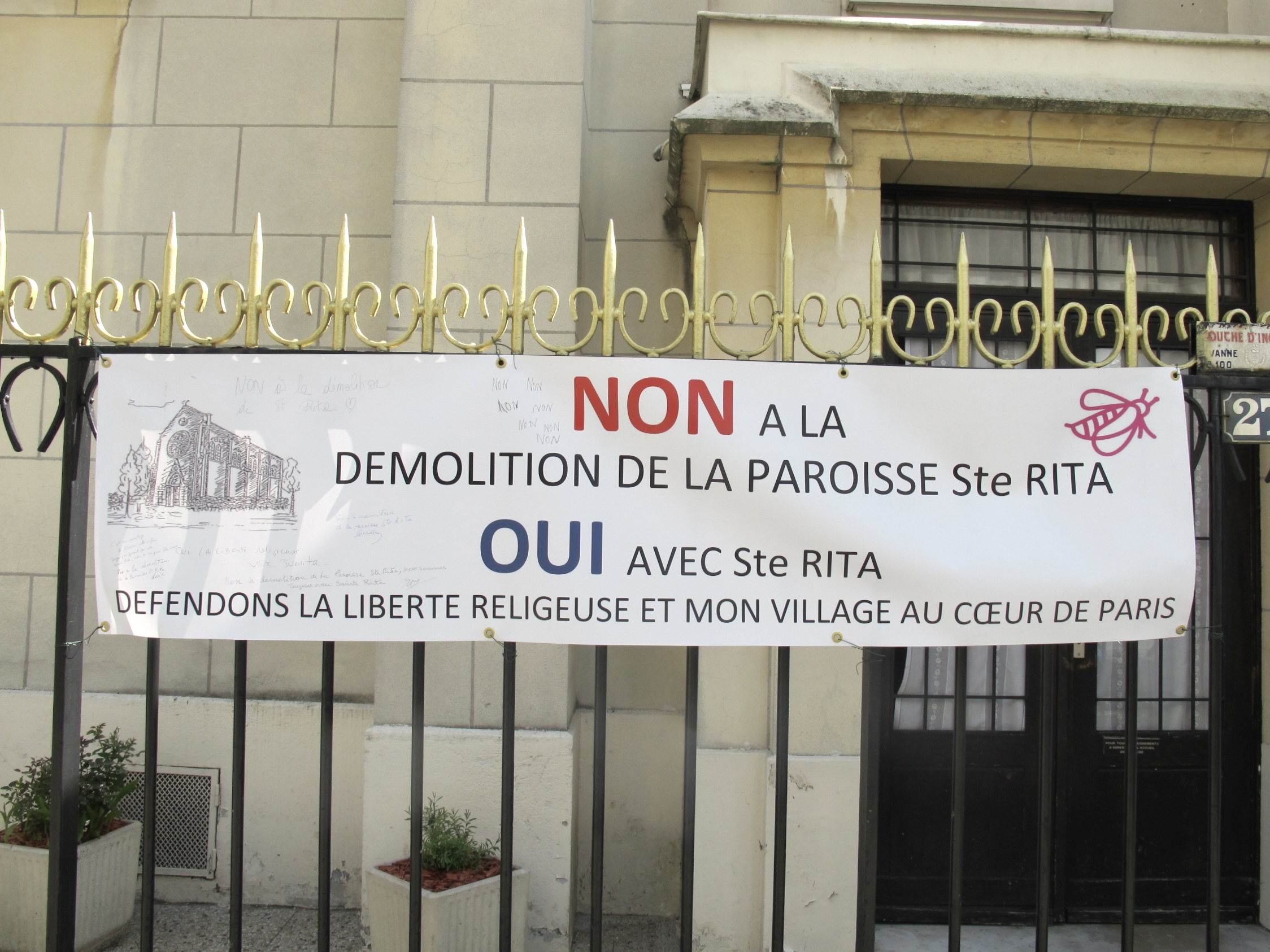
Výzva k zachování kostela.

V roce 1898 zakoupilo Společenství katolických a apoštolských kaplí pozemek a v roce 1900 byl postaven kostel podle plánů architektů Paula Gravereauxe a Théodora Judlina.
Kostel se v době, kdy ho užívala galikánská církev(pozn.4) stal mediálně slavným některými akcemi jako byly motorkářská mše, zádušní mše za Michaela Jacksona, každoroční požehnání zvířatům (psi, kočky, osli ba i velbloudi).
Společenství katolických a apoštolských kaplí nabídlo po roce 2000 jako vlastník kostela budovu k prodeji. V roce 2010 Komise staré Paříže posoudila, že si kostel nezaslouží zvláštní ochranu a povolila potenciálnímu kupci demolici. Demoliční povolení bylo vydáno v roce 2011 developerovi z Nantes, který zamýšlí rozšířit přístavbu k budově UNESCO a vybudovat sociální bydlení a parkoviště. Proti projektu se postavili římskokatolíci tridentského ("předkoncilního") ritu z celé Paříže, nicméně 26. září 2014 pařížský arcibiskup obdržel soudní příkaz k vyklizení budovy (pozn.4).
Farníci v čele s kněžími Institutu Dobrého Pastýře se odmítli podřídit a kostel obsadili. Policie jej následně počátkem srpna během mše přepadla a násilně vyklidila. Kostel sv.Rity byl další z asi 20 kostelů, zdemolovaných ve Francii po r. 2000 . Např. farní kostel sv.Josefa (z r.1870) byl zničen v r. 2006. Francouzské úřady chtějí v dalších letech (od srpna 2016) minimálně dalších 250 kostelů. Podle Senátu francouz.parlamentu by jich mělo být zničeno až 2.800 .